# Ігумницево
Ігу́мницево (рос. Игумницево) — присілок у складі Міжріченського району Вологодської області, Росія. Входить до складу Ботановського сільського поселення.

## Населення
Населення — 386 осіб (2010; 415 у 2002).
Національний склад (станом на 2002 рік):
- росіяни — 100 %